# Yahari Ore no Seishun Love Come wa Machigatteiru
Yahari Ore no Seishun Love Comedy wa Machigatteiru. (やはり俺の青春ラブコメはまちがっている。, Yahari Ore no Seishun Rabu Kome wa Machigatteiru.), abreviada como OreGairu (俺ガイル) e Hamachi (はまち), (Minha Jovem Comédia Romântica Está Errada, Como Eu Esperava) é uma série de light novel escrita por Wataru Watari e ilustrada por Ponkan8.
A série foi adaptada para três mangás, dois volumes antológicos e para anime, cuja primeira temporada foi exibida entre 5 de abril e 28 de junho de 2013, a segunda temporada entre 3 de abril e 26 de junho de 2015 e a terceira temporada entre de 9 de julho e 24 de setembro de 2020.
Um jogo eletrônico intitulado Yahari Game demo Ore no Seishun Love Come wa Machigatteiru. (やはりゲームでも俺の青春ラブコメはまちがっている。), foi programado pela empresa 5pb. para a consola portátil PlayStation Vita, e lançado a 19 de setembro de 2013. O segundo jogo eletrônico da franquia, intitulado Yahari Ore no Seishun Love Come wa Machigatteiru. Zoku (やはりゲームでも俺の青春ラブコメはまちがっている。続), também foi programado pela 5pb e lançado a 27 de outubro de 2016.

## Enredo
A história centra-se nos dois personagens solitários Hachiman Hikigaya e Yukino Yukinoshita, que apesar das suas personalidades e ideais diferentes, dão conselhos e prestam ajuda aos outros, como parte do Clube do Serviço Voluntário da escola, assistido por Yui Yuigahama. O clube descreve amplamente as várias situações sociais enfrentadas por adolescentes no ambiente educacional e a psicologia a conduzir as suas interações, ao mesmo que desenvolvem um relacionamento complexo que claramente se torna um triângulo amoroso disfuncional.

## Personagens

### Protagonistas
Hachiman Hikigaya (比企谷 八幡, Hikigaya Hachiman)
Voz de: Takuya Eguchi
Hachiman é o protagonista da light novel e aluno da sala 2F do Colégio Soubu que tinha sido discriminado no passado, fazendo com que ele se tornasse isolado, sem amigos e pragmático ao extremo. Sua característica mais predominante é o seu conjunto de "olhos de peixe morto". Ele acredita que a juventude é uma ilusão criada por hipócritas nascidos das suas falhas passadas, o que o torna uma pessoa antissocial e incapaz. Sua experiência levou-o a acreditar que a felicidade dos outros é uma fachada. Ele é afetuosamente chamado de "Hikki" por Yui. O grupo de Hayato erroneamente se refere a ele como "Hikitani". Sua professora Shizuka se preocupa que ele se torne um pária social e obriga-o a aderir ao Clube do Serviço Voluntário. Hachiman acredita que ele é insignificante e está disposto a assumir a culpa, a fim de manter todos os outros felizes. Ele acaba discutindo com Minami no final da primeira temporada para deixar sua raiva com a discriminação que ele está sempre sujeito. Apesar disso, ele não tem rancor contra a sociedade e acaba ajudando aqueles que menosprezaram a ele (Yumiko Miura e Kakeru Tobe) na segunda temporada. No primeiro dia do ensino médio, ele sofre um acidente de carro tentando salvar o cachorro de Yui e acaba no hospital por três semanas. Ele acha que os sentimentos de Yui por ele são devidos a culpa, e, portanto, indiretamente rejeita Yui, pensando que ele iria causar problemas para ela. Ele também se afasta de Yukino depois de perceber que o carro que bateu nele pertence a ela. Em ambos os casos, elas fazem as pazes com ele, uma vez que os mal-entendidos são esclarecidos. Na terceira temporada, depois de uma situação que ao mesmo tempo que o afastava também o aproximava de Yukino, ele finalmente revela a Yukino seus desejos, pedindo permissão para "distorcer sua vida", os dois se tornam um casal, mais tarde ouvindo claramente uma confissão de Yukino sobre seus reais sentimentos por ele.
Yukino Yukinoshita (雪ノ下 雪乃, Yukinoshita Yukino)
Voz de: Saori Hayami
Yukino é uma estudante da sala 2J e a líder do Clube do Serviço Voluntário, do qual era a única aderida, até Hachiman se juntar. Ela é de uma família rica, sendo inteligente, bonita e apelidada de "Beleza Gelada" por seu comportamento gelado. Ela não tem empatia e despreza Hachiman no início, mas eventualmente se abre para ele. Devido à sua popularidade com os meninos, ela é invejada pela maioria das meninas, que ficam repugnadas por sua atitude e tentam prejudicá-la, em vez de a ajudar, por isso ela tem poucos amigos. Ela possui um sentido distorcido da "obrigação nobre" e acredita que é o dever das autoridades (em outras palavras, ela mesma) ajudar os "cordeiros perdidos" do mundo, o que faz ela ser leiga (sobre a sociedade, certas vezes) e antissocial. Sua personalidade costuma levá-la a ficar enojada com a ingenuidade dos outros, particularmente a de Yui, e ela não hesita em mostrá-la. Apesar disso, Yui se refere afetuosamente a ela como "Yukinon". Ela reconhece Hachiman no acidente de carro, mas mente sobre isso quando Hachiman se junta ao Clube do Serviço Voluntário. Após o festival cultural, ela ainda não reconhece Hachiman como um amigo, mas um conhecido, embora ela secretamente parece abrigar sentimentos por Hachiman. Na terceira temporada, depois de uma situação que ao mesmo tempo que os afastavam também o aproximavam, Yukino é confrontada com o pedido de Hachiman de "distorcer sua vida", fazendo que ela peça "a vida" dele em troca, o que mais tarde é clarificado com a confissão inesperada e definitiva dela.
Yui Yuigahama (由比ヶ浜 結衣, Yuigahama Yui)
Voz de: Nao Tōyama
Yui é da mesma sala de Hachiman. Ela é uma garota alegre e extrovertida que se torna a primeira "cliente" do Clube do Serviço Voluntário, pedindo-lhes para ajudá-la a assar biscoitos para "um certo alguém". Seus problemas não residem na sua personalidade, mas é incapaz de se expressar devido ao medo de perder amigos, e assim admira Yukino e Hachiman que são capazes de expressar seus verdadeiros sentimentos. Ela acredita que o talento é inato, e muitas vezes aspira ser como os outros, até que Yukino muda seu modo de pensar. Após sua experiência com o Clube do Serviço Voluntário, Yui começa a participar das sessões do Clube do Serviço Voluntário depois da escola, apesar das objeções de Yukino desde o início. Na aula, Yui é um membro da camarilha de Hayato, mas não tem voz nos assuntos como ela, e muitas vezes é sobrecarregada por Yumiko. Ela tem mantido sentimentos em relação a Hachiman desde que ele salvou seu cão no primeiro dia de aula.
Saika Totsuka (戸塚 彩加, Totsuka Saika)
Voz de: Mikako Komatsu
Saika é o presidente do clube de ténis que tem uma aparência andrógina, mas não gosta quando os outros confundem o seu género. Ele é chamado de "O Príncipe" por suas colegas de sala. No seu primeiro encontro, Saika pede ajuda a Hachiman para se juntar ao clube de ténis, que foi tirado por Yukino. Saika então pediu ao Clube do Serviço Voluntário para ajudá-lo a melhorar suas habilidades no ténis. Ele é uma das poucas pessoas da sala 2F que falam com Hachiman, e muitas vezes passa o tempo com ele.

### Classe 2F
Hayato Hayama (葉山 隼人, Hayama Hayato)
Voz de: Takashi Kondō
Hayato é amigo de infância de Yukino, sendo uma figura central da sala 2F e o ás do clube de futebol. Ele é extremamente gentil com outras pessoas, incluindo Hachiman, e muitas vezes oferece sua ajuda aos outros. No entanto, Hayato afirma que ele nunca pode forjar um bom relacionamento com Hachiman, apesar de compreender seus atos de suicídio social para proteger a todos, ele não concorda com ele. Ele e Yukino têm alguma pressão para seu relacionamento, decorrente de um incidente no passado, e até agora, suas tentativas de consertar seu relacionamento com Yukino falharam. Apesar da sua popularidade e sucesso, ele se sente em grande parte inferior a Hachiman.
Yumiko Miura (三浦 優美子, Miura Yumiko)
Voz de: Marina Inoue
Yumiko é uma menina popular da sala 2F com uma personalidade pomposa. Ela é a principal figura feminina no grupo de Hayato. Devido à sua popularidade, ela não tem problemas em fazer amigos e, portanto, tem pouca ou nenhuma compreensão com as pessoas que possuem problemas sociais. Ela descarta tudo que ela não entende como "não faz sentido".
Hina Ebina (海老名 姫菜, Ebina Hina)
Voz de: Nozomi Sasaki
Hina é uma fujoshi da sala 2F, que está na camarilha de Hayato. Ela tem o hábito de falar sobre seu passatempo sempre que está animada e, portanto, é geralmente evitada por seus colegas de sala masculinos. Hina sabe dos sentimentos de Kakeru em relação a ela durante a viagem escolar, mas não quer se envolver num relacionamento no momento, devido à sua falta de confiança e, portanto solicitou a ajuda de Hachiman para guardar tais informações.
Saki Kawasaki (川崎 沙希, Kawasaki Saki)
Voz de: Ami Koshimizu
Saki é a colega de Hachiman que parece uma delinquente, mas quer fazer amigos no fundo. Ela se importa profundamente com seu irmão Taishi, que mentiu seu nome e idade para trabalhar em turnos da noite com empregos a tempo parcial, a fim de pagar as taxas escolares e reduzir a carga da família. Depois que pediu ajuda ao Clube do Serviço Voluntário, eventualmente a seguiu até o seu local de trabalho, ela parou de trabalhar depois que o Clube do Serviço Voluntário sugeriu que ela ganhasse uma bolsa de estudos. Embora isso não é desenvolvido no anime, ela parece abrigar sentimentos por Hachiman, ao ponto em que ela mal pode olhá-lo nos olhos.
Kakeru Tobe (戸部 翔, Tobe Kakeru)
Voz de: Chado Horii
Kakeru é um membro do grupo de Hayato. Ele está no clube de futebol. Ele tem sentimentos por Hina e é o único rapaz na sala que apoiou o guião de Hina para o festival cultural. Durante a viagem escolar, ele pretende confessar a Hina, e, portanto, solicitou ajuda ao Clube do Serviço Voluntário.
Yamato (大和, Yamato)
Voz de: Yoshihisa Kawahara
Yamato é um membro do grupo de Hayato. Ele está no clube de râguebi. Não se sabe muita coisa sobre ele, sendo uma personagem esquecida da série.
Ooka (大岡, Ōoka)
Voz de: Minoru Shiraishi
Ooka é um membro do grupo de Hayato. Ele está no clube de basebol. Não se sabe muita coisa sobre ele, sendo uma personagem esquecida da série.

### Outras personagens
Yoshiteru Zaimokuza (材木座 義輝, Zaimokuza Yoshiteru)
Voz de: Nobuyuki Hiyama
Yoshiteru é um aluno da sala 2C que sofre de ilusões de adolescentes. Ele torna-se amigo de Hachiman, depois de praticar desportos com ele durante as aulas de educação física. Ele tem um grupo de amigos otaku, com quem partilha bons momentos. Ele pretende ser um escritor de light novels. Não se sabem muitas coisas familiares sobre ele.
Minami Sagami (相模 南, Sagami Minami)
Voz de: Minako Kotobuki
Minami é a líder do segundo grupo mais influente da sala 2F, e mantém rancor em relação a Yui, que era amigável no seu primeiro ano de escola secundária, por estar no grupo superior. Ela se ofereceu para ser organizadora dos eventos para o festival cultural, a fim de promover o seu valor na capacidade real de fazer esse trabalho, e, portanto, solicitou ajuda ao Clube do Serviço Voluntário.
Shizuka Hiratsuka (平塚 静, Hiratsuka Shizuka)
Voz de: Ryōka Yuzuki
Shizuka é a professora de Hachiman, que ensina sobre línguas e serve como sua conselheira sobre o seu futuro e a consultora do Clube do Serviço Voluntário. Ela está ciente dos supostos "problemas" de Hachiman, e toma medidas para garantir que ele seja libertado deles, seu primeiro passo é forçá-lo a se juntar ao Clube do Serviço Voluntário.
Komachi Hikigaya (比企谷 小町, Hikigaya Komachi)
Voz de: Aoi Yūki
Komachi é a irmã mais nova de Hachiman, que diferente do seu irmão, é alegre e animada, e é membro do conselho estudantil na sua escola. Ela entende a personalidade antissocial do seu irmão, cuidando dele e confiando nele. Quando está junta ao seu irmão, tenta unir Hachiman com Yukino ou Yui.
Haruno Yukinoshita (雪ノ下 陽乃, Yukinoshita Haruno)
Voz de: Mai Nakahara
Haruno é a irmã mais velha de Yukino. Ao contrário de Yukino, ela mostra uma boa atitude em relação às outras pessoas no início, mas eventualmente mostra uma personalidade sinistra. Hayato até afirma que ela destrói aqueles que ela odeia. Apesar de ser uma estudante universitária, ela gasta muito tempo espionando a vida da sua irmã.
Taishi Kawasaki (川崎 大志, Kawasaki Taishi)
Voz de: Ayumu Murase
Taishi é o irmão mais novo de Saki e o companheiro de sala de Komachi. Ele passa bons tempos com Komachi e está preocupado com Saki por ela chegar tarde em casa todas as noites. Ele é o único personagem da primeira temporada que só aparece na primeira temporada.
Rumi Tsurumi (鶴見 留美, Tsurumi Rumi)
Voz de: Sumire Morohoshi
Rumi é uma solitária estudante da escola primária que é desprezada por seus colegas. Hayato no início tentou resolver a situação, falando com ela na frente dos seus colegas de sala, mas acabou atraindo mais rejeição a ela. Depois de muita discussão, Hachiman e os outros decidiram que a única saída é destruir a confiança entre seus pares, tendo Kakeru e Yumiko agido como rufias ameaçando os companheiros do grupo de Rumi durante a caça ao tesouro e expondo sua natureza egoísta uns aos outros, como os atos de provocação a Rumi.
Meguri Shiromeguri (城廻 めぐり, Shiromeguri Meguri)
Voz de: Azumi Asakura
Meguri é uma estudante do terceiro ano e a ex-presidente do conselho estudantil do colégio Soubu. Embora ela não seja uma líder confiável, sua personalidade trouxe o imenso apoio dos conselheiros e, portanto, ela foi capaz de unir o conselho estudantil.
Iroha Isshiki (一色 いろは, Isshiki Iroha)
Voz de: Ayane Sakura
Iroha é uma estudante do primeiro ano considerada alegre e bonita, que é responsável por gerir a equipa de futebol. Como ela foi recomendada como candidata para a presidente do conselho estudantil numa brincadeira, por sua aversão ao papel, ela apresentou um pedido ao Clube do Serviço Voluntário, a fim de não ser eleita e ainda não perder de forma embaraçosa.
Kaori Orimoto (折本 かおり, Orimoto Kaori)
Voz de: Haruka Tomatsu
Kaori já estudou com Hachiman no passado. Ela está interessada em conhecer Hayato. Ela frequenta o Liceu Kaihin.
Chika Nakamachi (仲町 千佳, Nakamachi Chika)
Voz de: Saki Fujita
Chika é a melhor amiga de Kaori que também estuda no Liceu Kaihin.
Tamanawa (玉縄)
Voz de: Satoshi Hino
Tamanawa é o presidente do conselho estudantil do Liceu Kaihin.
Senhora Yukinoshita
Voz de: Kikuko Inoue
Ela é a mãe de Haruno e Yukino. Ela se preocupa com o paradeiro de Yukino viver sozinha e pede para Haruno a espiar, que aparentemente manipula Hachiman para obter informações. Ela pensava que Yukino era sexualmente ativa, quando viu ela chegar tarde a noite no seu apartamento durante o fim da segunda temporada.
Senhora Yuigahama
Voz de: Sayaka Ohara
Ela é a mãe de Yui.

## Mídia

### Light novel
A série de light novel foi escrita por Wataru Watari e ilustrada por Ponkan8, sendo publicada pela editora Shogakukan, sob a impressão da Gagaga Bunko. O primeiro volume foi publicado a 18 de março de 2011. O último volume, que corresponde ao número 14 foi publicado em 19 de novembro de 2019.
Os volumes 3, 4, 7 e 8 foram publicados simultaneamente com as edições especiais limitadas. As edições especiais dos volumes 3 e 7 foram incluídas com os CDs drama e as edições especiais dos volumes 4 e 8 foram incluídas com os livros artísticos de Ponkan8 e outros ilustradores convidados. Um conjunto com os primeiros sete volumes foi lançado a 19 de março de 2013. A coleção de contos do volume 7.5 foi publicada a 20 de agosto de 2013. Os três volumes dos contos adicionais 6.25, 6.50 e 6.75 foram incluídos nas edições limitadas dos volumes 1, 3 e 5 do DVD e do disco blu-ray da série de anime, e foram lançados num único volume com o número 6.5 a 22 de julho de 2014. A edição especial limitada deste volume foi incluída com um CD drama. A coleção de contos do volume etiquetado como 10.5, foi lançada a 18 de março de 2015. Em 20 de abril de 2021 a obra ganhou um novo volume de histórias curtas
Volumes
| N.º  | Data de lançamento     | ISBN                                                                   |
| ---- | ---------------------- | ---------------------------------------------------------------------- |
| 1    | 18 de março de 2011    | 978-4-09-451262-5                                                      |
| 2    | 20 de julho de 2011    | 978-4-09-451286-1                                                      |
| 3    | 18 de novembro de 2011 | 978-4-09-451304-2 (edição regular) 978-4-09-451307-3 (edição limitada) |
| 4    | 16 de março de 2012    | 978-4-09-451332-5 (edição regular) 978-4-09-451333-2 (edição limitada) |
| 5    | 18 de julho de 2012    | 978-4-09-451356-1                                                      |
| 6    | 20 de novembro de 2012 | 978-4-09-451380-6                                                      |
| 6.5  | 22 de julho de 2014    | 978-4-09-451501-5 (edição regular) 978-4-09-451502-2 (edição limitada) |
| 7    | 19 de março de 2013    | 978-4-09-451402-5 (edição regular) 978-4-09-451403-2 (edição limitada) |
| 7.5  | 20 de agosto de 2013   | 978-4-09-451434-6                                                      |
| 8    | 19 de novembro de 2013 | 978-4-09-451451-3 (edição regular) 978-4-09-451453-7 (edição limitada) |
| 9    | 18 de abril de 2014    | 978-4-09-451482-7                                                      |
| 10   | 18 de novembro de 2014 | 978-4-09-451523-7                                                      |
| 10.5 | 18 de março de 2015    | 978-4-09-451542-8                                                      |
| 11   | 24 de junho de 2015    | 978-4-09-451558-9                                                      |
| 12   | 20 de setembro de 2017 | 978-4-09-451674-6                                                      |
| 13   | 20 de novembro de 2018 | 978-4-09-451762-0                                                      |
| 14   | 19 de novembro de 2019 | 978-4-09-451781-1                                                      |
| 14.5 | 20 de abril de 2021    | 978-4094530049                                                         |

#### Yahari Ore no Seishun Love Come wa Machigatteiru. Anthology
Quatro antologias, contendo tanto capítulos escritos pelo autor original Wataru Watari, quanto por outros autores foram lançadas em 2020, contando ainda com ilustrações de Ponkan8 e também de outros ilustradores. O primeiro volume intitulado Yahari Ore no Seishun Love Come wa Machigatteiru.  Anthology: Yukino Side inclui histórias curtas e ilustrações relacionadas com Yukino Yukinoshita e foi publicado em 18 de março de 2020, junto com o segundo volume "Yahari Ore no Seishun Love Come wa Machigatteiru. Anthology On Parade" que inclui histórias curtas e ilustrações que se concentram nos personagens Komachi Hikigaya, Shizuka Hiratsuka, Saika Totsuka, Yoshiteru Zaimokuza e Hayato Hayama.
Os dois volumes restantes, Yahari Ore no Seishun Love Come wa Machigatteiru. Anthology: Yui Side, que conta com histórias curtas sobre Yui Yuigahama e Yahari Ore no Seishun Love Come wa Machigatteiru. Anthology: All Stars que inclui histórias curtas dos personagens Iroha Isshiki, Shizuka Hiratsuka, Saika Totsuka, Yoshiteru Zaimokuza e Hayato Hayama, foram lançados em 17 de abril de 2020

#### Yahari Ore no Seishun Love Comedy wa Machigatteiru. Shin
É a sequência oficial da light novel de Yahari Ore no Seishun Love Comedy wa Machigatteiru. Esta série foi lançada em 6 mini-volumes e vendida com o Blu-ray e DVD da temporada final da série animada.
Nesta sequência acompanhamos os personagens da história durante o terceiro ano letivo do ensino médio. Onde acompanhamos Hikigaya Hachiman em sua nova classe da qual ele conhece apenas Hayama Hayato e Ebina Hina estando, portanto, cercado por pessoas que ele não conhece.

#### Yahari Ore no Seishun Love Comedy wa Machigatteiru. Ketsu
Durante um evento intitulado “OreGairu Fes. -FINAL- (俺ガイルFes ) realizado em comemoração ao décimo aniversário da franquia literária, o autor Wataru Watari anunciou, um novo projeto chamado Yahari Ore no Seishun Love Comedy wa Machigatteiru. Ketsu, que será baseado nas histórias curtas "A.N.O.T.H.E.R" incluídas nos pacotes Blu-ray/DVD da segunda temporada da adaptação animada, diferentemente do Shin, as novels de A.N.O.T.H.E.R" não eram consideradas canonicas até então. A história desse spin-off seguirá uma rota com uma protagoniosta diferente a partir do nono volume da obra original culminano em um novo final alternativo

### CDs drama
O primeiro CD drama intitulado Tatoeba Konna Birthday Song (たとえばこんなバースデーソング), foi lançado a 18 de novembro de 2011, com uma edição especial da terceira série de light novel. O CD drama contém uma character song intitulada "Bright Generation", que foi interpretada por Saori Hayami e Nao Tōyama e composta por Yukari Hashimoto. O segundo CD drama intitulado Hikigaya Komachi no Keiryaku (比企谷小町の計略), foi vendido juntamente com o primeiro CD drama pela empresa Marvelous AQL na octogésima terceira edição da feira de dōjinshi, Comiket, que foi realizada entre os dias 29, 30 e 31 de dezembro de 2012. O terceiro CD drama intitulado Kanojotachi no, We Will Rock You (彼女たちの、うぃー・うぃる・ろっく・ゆー♡), foi incluído na edição especial do sétimo volume e lançado a 19 de março de 2013. O CD drama contém uma character song intitulada "Rock You!!", que foi interpretada por Saori Hayami e Nao Tōyama e composta e arranjada por Yūya Saitō. O quarto CD drama intitulado Sono Christmas Candle no Akari ga Yureru Toki... (そのクリスマスキャンドルの灯が揺れる時……。), foi lançado a 22 de julho de 2014, com a edição especial do volume 6.5. O quarto CD drama contém uma character song intitulada "Kimi to Merry Christmas" (君とMerry Christmas), que foi interpretada por Saori Hayami e Nao Tōyama.

### Mangá
A primeira adaptação para mangá intitulada Yahari Ore no Seishun Love Come wa Machigatteiru. -Monologue- (やはり俺の青春ラブコメはまちがっている。－妄言録－), foi ilustrada por Rechi Kazuki e publicada pela empresa Square Enix na revista Big Gangan em 25 de setembro de 2012. A série foi concluída em 25 de abril de 2023. Até a data de 25 de julho de 2023, foram publicados vinte e dois volumes tankōbon. A segunda série intitulada Yahari Ore no Seishun Love Come wa Machigatteiru. @comic (やはり俺の青春ラブコメはまちがっている。＠comic), foi ilustrada por Naomichi Io e publicada na revista Gekkan Sunday Gene-X pela editora Shogakukan. O primeiro capítulo foi publicado na edição de janeiro de 2013 da revista, que foi lançada a 19 de dezembro de 2012. A série foi concluída na edição de março de 2023, lançada em 17 de fevereiro de 2023. Até a data de 18 de abril de 2023, foram publicados vinte e dois volumes tankōbon. A principal diferença entre ambas as versões e que enquanto a versão Monologue adapta mais o anime (que pula muita coisa da Light Novel) a versão @comic adapta a novel original acrescentando alguns extras
Além desses dois títulos, há outras duas séries publicadas para esse título, ambas lançadas pela editora Ichijinsha, a primeira trata-se de uma série de mangá yonkoma escrita por Yūta Taneda, que foi publicada sob o título de  Yahari 4-koma demo Ore no Seishun Love Come wa machigatteiru. (やはり4コマでも俺の青春ラブコメはまちがっている。) Em tradução literal "Afinal, minha jovem comédia romântica está errada mesmo em quatro quadros", que foram publicados em dois volumes lançados entre 21 de junho de 2014 e 22 de julho de 2015, já a segunda se refere a uma coletânea de antologias publicadas entre 25 de maio de 2013 e 28 de janeiro de 2016 chamadas de Yahari Ore No Seishun Love Come Wa Machigatteiru. Anthology Volumes (やはり俺の青春ラブコメはまちがっている。 コミックアンソロジー ).

### Anime
A série de anime de treze episódios, foi realizada por Ai Yoshimura, produzida pelo estúdio Brain's Base, e transmitida entre 5 de abril e 21 de junho de 2013, com a adição de um episódio original que foi escrito por Wataru Watari e transmitido a 28 de junho de 2013. A série foi transmitida simultaneamente pela Crunchyroll com legendas em língua inglesa. O disco blu-ray com um episódio OVA, foi incluído na edição limitada do jogo eletrônico, que foi lançada a 19 de setembro de 2013. O tema de abertura foi "Yukitoki" (ユキトキ), interpretado por Nagi Yanagi e o tema de encerramento foi "Hello Alone", interpretado por Saori Hayami e Nao Tōyama. O anime foi distribuído na América do Norte pela Sentai Filmworks e na Austrália e Nova Zelândia pela Madman Entertainment.
A segunda temporada foi anunciada pela editora Shogakukan em 2014. Intitulada Yahari Ore no Seishun Love Come wa Machigatteiru. Zoku (やはりゲームでも俺の青春ラブコメはまちがっている。続), a segunda temporada foi produzida pelo estúdio Feel e realizada por Kei Oikawa, com os desenhos das personagens feitos por Yuichi Tanaka e a banda sonora composta por Shōtarō Suga. Foi exibida entre 3 de abril e 26 de junho de 2015. O tema de abertura foi "Harumodoki" (春擬き), interpretado por Yanagi e o tema de encerramento foi "Everyday World" (エブリデイワールド), interpretado por Yukino Yukinoshita (Hayami) e Yui Yuigahama (Tōyama). A segunda temporada também foi distribuída pela Sentai Filmworks. O episódio OVA intitulado Kitto, Onna no Ko wa Osatō to Spice to Suteki na Nanika de Dekiteiru (きっと、女の子はお砂糖とスパイスと素敵な何かでできている), foi incluído na edição limitada do segundo jogo eletrônico, que foi lançada a 27 de outubro de 2016.
A terceira temporada foi anunciada novamente pela editora Shogakukan em 18 de março de 2019 para ser exibida na temporada de abril de 2020 mas em virtude da pandemia de covid-19, foi adiada. Intitulada como Yahari Ore no Seishun Love Come wa Machigatteiru. Kan (やはり俺の青春ラブコメはまちがっている。完), a terceira temporada foi produzida mais uma vez pelo estúdio Feel com retorno de quase toda a staff da segunda temporada: Kei Oikawa retornou na direção, com Yuichi Tanaka com design de personagens. Foi exibida entre 9 de julho e 24 de setembro de 2020. Tema de abertura foi Megumi no Ame (芽ぐみの雨), interpretada mais uma vez por Nagi Yanagi, e o tema de encerramento foi Diamond no jundo (ダイヤモンドの純度) interpretado por Saori Hayami e Nao Tōyama. Tal como a segunda, a terceira temporada também foi distribuida pela Sentai Filmworks.

### Jogo eletrônico
O primeiro jogo eletrônico da franquia, intitulado Yahari Game demo Ore no Seishun Love Come wa Machigatteiru. (やはりゲームでも俺の青春ラブコメはまちがっている。), foi programado pela empresa 5pb. para a consola portátil PlayStation Vita e lançado a 19 de setembro de 2013. Takuya Eguchi, Saori Hayami e Nao Tōyama voltaram a interpretar suas personagens, tal como fizeram no anime. A edição limitada foi incluída com um episódio OVA. A empresa 5pb. também programou o segundo jogo eletrônico da série para a consola portátil PlayStation Vita, que foi lançado a 27 de outubro de 2016. Tal como ocorreu com o primeiro jogo eletrônico, a edição limitada foi incluída com um episódio OVA. No dia 14 de junho de 2016, a data de lançamento do segundo jogo eletrônico foi adiada de 28 de julho para 27 de outubro de 2016.

## Recepção
Yahari Ore no Seishun Love Come wa Machigatteiru. foi escolhida como a melhor light novel do Japão, de acordo com as pesquisas eletrónicas realizadas pelo guia anual Kono Light Novel ga Sugoi! entre 2014 e 2015. Hachiman Hikigaya foi eleito o melhor personagem em 2014 e 2015, Yukino Yukinoshita foi eleita a melhor personagem em 2015 e Ponkan8 o ilustrador da série, foi eleito o melhor desenhador em 2015.